# Allerescha
Allerescha is een monotypisch mosdiertjesgeslacht uit de familie van de Romancheinidae en de orde Cheilostomatida. De wetenschappelijke naam ervan is in 1989 voor het eerst geldig gepubliceerd door Gordon.

## Soort
- Allerescha dubia Gordon, 1989